# Doğanyurt, Çeltik
Doğanyurt là một xã thuộc huyện Çeltik, tỉnh Konya, Thổ Nhĩ Kỳ. Dân số thời điểm năm 2011 là 152 người.